# Grad Herberstein
Grad Herberstein leži na vzhodnem avstrijskem Štajerskem, severovzhodno od Gradca in s svojimi različnimi arhitektonskimi slogi - gotiko, renesanso in barokom - predstavlja arhitektonsko umetnino.
Stalna razstava "Življenje na gradu" (Leben im Schloss) prikazuje življenje grofov von Herberstein v 19. stoletju, njihove navade in obveznosti.

## Stavbni razvoj
Grad Herberstein leži na visoki skali na potokom Bistrica (Feistritz) v precej skriti soteski. 
Najstarejši deli segajo v 12. stoletje, ko je bil grad skromna dvonadstropna stavba. Herwig von Krottendorf je imel v posesti majhen kamniti grad, ki je sodil v fevd Stubenberger. Otto von Hartenberg ga je prodal Herbersteinom, ki ga imajo v lasti od leta 1290 dalje do danes. Gotska kapela sv Katarine, zgrajena leta 1370, je bila sprva zunaj gradu. Leta 1403 je bila prva velika širitev gradu na vzhod v obliki močnih zunanjih utrjenih zidov, zaščitenih z globokim jarkom. V 15. stoletju je grad doživel številne izboljšave in dozidave, kar je razvidno iz zapisov iz leta 1475.  Takrat so si srednjeveško utrdbo delili štirje bratje. Ker je bila utrdba rezultat strukturno nepovezanih delov, so začeli grad širiti in posodobljati. Do 1584 je dobil močno južno krilo s stolpom za topove in severno krilo, kasnejše Viteško dvorano. Viteško dvorano z veličastnimi stropnimi ometi je zasnoval italijanski umetnik Alessandro Serenio. Vse do danes služi kot slavnostni prostor za sprejeme, zabave in koncerte, pa tudi kot galerija portretov. Nad odprtim kamnitim kaminom je vklesan napis, da je to darilo papeža Pavla V. Alexanderu von Herbersteinu leta 1615. Do 1624 je bil nadgrajen globok jarek in zato je današnja Viteška dvorana pridobila dodatek. Tudi vogalni stolp je kasneje dobil arkadno povezavo. Med letoma 1648 in 1667 je grad Herberstein dobil končno podobo s poenotenjem ostrešja in dokončanjem trakta Viteške dvorane z zvonikom. Po italijanskem vzoru je bil narejen kip sv. Antona in dvorišče z vodnjakom ter veličasten glavni vhodni portal.
Leta 1663 sta bila dokončana še vrt oziroma park in oranžerija.
400-letna zgodovina izgradnje kompleksa gradu Herberstein se konča z letom 1690.
- Vhodni portal
- Notranje dvorišče
- Dobro ohranjeno pohištvo
- Slike gospodarjev gradu v Viteški dvorani
- Pogled na grajski park

## Živalski vrt
V sklopu gradu Herberstein je tudi velik zoološki vrt, ki obsega okoli 130 različnih živali in je urejen v naravnem okolju. Različne živali so predstavniki iz vseh celin.

## Grajski park
Koncept grajskega vrta je zasnoval arhitekt Maria Auböck in je razdeljen po določenih barvnih oddtenkih, ki naj bi simbolizirale človeške lastnosti in ure dneva, v centru pa se nahaja oranžerija in vodnjak.
Zeleni del vrta imenovan Harmonija predstavlja življenje, upanje in je simbol prenove v naravi. Poleg številnih drugih rastlin se tukaj nahajajo Bergenia cordifolia, Origanum vulgare, Brizia mediji, Allium aflatunense in vrtnica chinensis viridiflora, ki je botanična redkost.
Beli del vrta simbolizira nedolžnost, čistost in plemenitost. Tukaj med drugimi rastejo Deutzia gracilis, Iberis sempervirens, rese (Calluna vulgaris), bela sivka (Lavandula angustifolia 'Nana Alba "), Iris (Iris Barbara elatior hibridi), Dicentra spectabilis "Alba", anaphalis triplinervis, Liatris spicata in Thalictrum tuberasum.
Modri del simbolizira nebo in morje, je element miru in meditacije in nenazadnje je simbolična barva romance. Tukaj rastejo Caryopteris clandonensis, Hibiscus, sivke (Lavandula angustifolia), žajbelj (Salvia nernorosa), zvončnica (Campanula portenschlagiana), ostrožnik Belladonna, Aubrieta hibrid, hydragea macrophylla in spomladanske anemone.
Rumeni del predstavlja upanje pa tudi zavist. Simbolizira življenje, ki daje toploto sonca in omogoča nove sile. Tukaj rastejo Alchemilla mollis, Hemerocallis Soleil d'or, Spiraea bumolde "Gold Flame" in druge.

## Muzej Gironcoli
V eni od grajskih stavb iz leta 1594, ki jo je preuredil arhitekt Hermann Eisenköck v mogočno strukturo v skladu s tradicijo in sodobnostjo je razstavna galerija posvečena Brunu Gironcoliju. Stavba je bila podaljšana s steklom in jeklom ter plastiko. Formalni jezik arhitekta je minimalizem.
Bruno Gironcoli (27. 9. 1936 Beljak – 19. 2. 2010) je veljal za enega najpomembnejših sodobnih avstrijskih umetnikov. Njegov motiv je bila sprememba, njegova umetnost predstavlja nič dokončnega, ampak vedno nove zamenljive oblike. V galeriji je velik del umetnikovega ustvarjanja, ki sta ga v sodelovanju z Deželnim muzejem Joanneum in pripravila kustosinja njen direktor Peter Pakesch.

## Gospodarsko poslopje
Nekdanje gospodarsko poslopje je preurejeno v razstavni prostor na treh nivojih zgradbe. V tej galeriji se razstave menjajo. Tukaj razstavljajo svoja dela mednarodni umetniki.

## Zunanji viri
- Herberstein Schloss
- grad Herberstein